# Intervention française dans le Bakumatsu
 (novembre 2018).
Si vous disposez d'ouvrages ou d'articles de référence ou si vous connaissez des sites web de qualité traitant du thème abordé ici, merci de compléter l'article en donnant les références utiles à sa vérifiabilité et en les liant à la section « Notes et références ».
L'intervention française dans le Bakumatsu désigne le rôle qu'a joué le Second Empire français dans la chute du shogunat Tokugawa, entre 1863 et 1868. Si au départ, Napoléon III utilise la force pour pousser le shogunat à ouvrir ses ports, il lui apporte ensuite un soutien logistique dans le conflit qui l'oppose à l'empereur.

## Montée de l'influence française au Japon (1863-1868)
En 1863, les Etats-Unis d'Amérique sont au cœur de la guerre de Sécession, et leur influence dans l'archipel nippon faiblit. L'Empire français intervient en 1863 pour punir les clans Choshu et Satsuma qui s'opposent à la liberté de navigation, et envoie le Tancrède et le Dupleix détruire une petite ville et un poste d'artillerie dans le détroit de Shimonoseki, sous le commandement de Benjamin Jaurès[réf. nécessaire].
En 1865, le premier arsenal moderne du Japon est créé à Yokosuka par Léonce Verny, ingénieur français.

## La France dans la guerre de Boshin (1868-1869)
Une partie des 15 000 soldats engagés par le shogun Tokugawa dans la bataille de Toba-Fushimi fut formée par les officiers français. On compte parmi eux le Denshutai, corps d'élite entraîné par la mission française au Japon. Le shogun se fiait à Napoléon III car il avait remporté de nombreuses victoires en Crimée et en Italie[Interprétation personnelle ?][réf. nécessaire].
Après la bataille d'Ueno, certains militaires français, à l'image de Jules Brunet, quittèrent l'armée pour se joindre aux forces de Takeaki Enomoto, rebelle du nord de l'archipel[réf. nécessaire]. Le daimyo de Nagaoka se procura des armes à feu françaises[réf. nécessaire].
Le 8 mars 1868, onze marins du Dupleix sont tués par des samouraïs de Tosa dans l'incident de Sakai.

## Conséquences
Si les relations avec le Japon furent mauvaises dans les premières années de l'ère Meiji, le Japon invita une seconde mission militaire française dès 1874, puis une troisième en 1884[réf. nécessaire]. En 1866, Louis-Émile Bertin supervisa la création de la flotte impériale japonaise.